# Atomopteryx caelodactyla
Atomopteryx caelodactyla är en fjärilsart som beskrevs av George Francis Hampson 1863. Atomopteryx caelodactyla ingår i släktet Atomopteryx och familjen Crambidae. Inga underarter finns listade i Catalogue of Life.